# Wiktor Zotow
Wiktor Aleksiejewicz Zotow (ros. Виктор Алексеевич Зотов, ur. 23 listopada 1919 w Moskwie, zm. 26 czerwca 1988 w Mińsku) – radziecki lotnik wojskowy, pułkownik, Bohater Związku Radzieckiego (1944).

## Życiorys
Skończył 10 klas i aeroklub. Od 1939 służył w Armii Czerwonej, w 1940 ukończył wojskową szkołę lotniczą w Borisoglebsku, jako młodszy porucznik służył w Leningradzkim Okręgu Wojskowym. Od czerwca 1941 uczestniczył w wojnie z Niemcami, początkowo jako lotnik, później dowódca eskadry, do grudnia 1943 walczył w składzie 159 pułku lotnictwa myśliwskiego, później w 14 pułku lotnictwa myśliwskiego gwardii. Brał udział w obronie Leningradu, później w walkach w Estonii i na Łotwie. Od 1942 należał do WKP(b). Do października 1943 jako zastępca dowódcy eskadry 159 pułku lotnictwa myśliwskiego 275 Dywizji Lotnictwa Myśliwskiego 13 Armii Powietrznej Frontu Leningradzkiego wykonał 336 lotów bojowych i stoczył 87 walk powietrznych, w których strącił osobiście 17 i w grupie 10 samolotów wroga. Łącznie podczas wojny wykonał 430 lotów bojowych i stoczył 101 walk powietrznych, strącając osobiście 20 i w grupie 11 samolotów wroga. Po wojnie kontynuował służbę w lotnictwie, w 1950 ukończył Akademię Wojskowo-Powietrzną, w 1968 został zwolniony do rezerwy w stopniu pułkownika. Później pracował jako inżynier w laboratorium Akademii Nauk Białoruskiej SRR.

## Odznaczenia
- Złota Gwiazda (4 lutego 1944[1])
- Order Lenina (4 lutego 1944)
- Order Czerwonego Sztandaru (26 lutego 1942)
- Order Aleksandra Newskiego (12 kwietnia 1945)
- Order Wojny Ojczyźnianej I klasy (dwukrotnie, 26 lutego 1943 i 11 marca 1985)
- Order Czerwonej Gwiazdy (30 grudnia 1956)

I medale.